# Olga Wladimirowna Rotschewa
Olga Wladimirowna Rotschewa (russisch Ольга Владимировна Рочева; * 4. Juli 1978 in Krasnojarsk) ist eine russische Skilangläuferin.

## Werdegang
Rotschewa holte bei den Europäischen Olympischen Winter-Jugendtagen 1995 in Andorra la Vella die Goldmedaille über 7,5 km Freistil und bei den Juniorenweltmeisterschaften 1998 in Pontresina die Bronzemedaille mit der Staffel. Im Weltcup startete sie erstmals im November 1998 in Muonio. Dabei belegte sie den 20. Platz über 5 km Freistil und holte damit ihre ersten Weltcuppunkte. Bei der Winter-Universiade 1999 in Štrbské Pleso gewann sie die Goldmedaille mit der Staffel. In der Saison 2000/01 gewann sie in Campra TI über 10 km Freistil ihr erstes Rennen im Continental-Cup und erreichte mit dem zehnten Platz im Sprint in Brusson ihre erste Top-Zehn-Platzierung im Weltcup. Im Februar 2001 holte sie bei der Winter-Universiade in Zakopane über 5 km klassisch und über 5 km Freistil jeweils die Goldmedaille. Im folgenden Monat kam sie im Weltcup fünfmal in die Punkteränge und errang zum Saisonende den 33. Platz im Gesamtweltcup. In der folgenden Saison erreichte sie mit dem zweiten Platz mit der Staffel in Davos ihre erste Podestplatzierung im Weltcup. Ihr bestes Saisonergebnis im Weltcupeinzel war der 15. Platz über 5 km Freistil in Nové Město. Bei der Winter-Universiade 2003 in Tarvisio kam sie auf den 12. Platz im Sprint, auf den achten Rang im 15-km-Massenstartrennen und auf den siebten Platz über 5 km klassisch. In der Saison 2005/06 kam sie bei allen Teilnahmen im Weltcup in die Punkteränge, darunter viermal unter die ersten Zehn und erreichte damit im Gesamtweltcup und im Distanzweltcup jeweils den 19. Rang. Beim Saisonhöhepunkt den Olympischen Winterspielen 2006 in Pragelato belegte sie den 18. Platz im 30-km-Massenstartrennen, den 14. Rang im Sprint und den sechsten Platz zusammen mit Alena Sidko im Teamsprint. Zu Beginn der Saison 2007/08 wurde sie in Davos Dritter mit der Staffel. Bei der Tour de Ski 2007/08 errang sie mit sechs Top-Zehn-Platzierungen den fünften Platz in der Gesamtwertung. Beim folgenden Weltcup in Canmore erreichte sie mit dem dritten Platz im Skiathlon ihre beste Einzelplatzierung im Weltcup. Im März 2008 wurde sie russische Meisterin über 10 km klassisch. Die Saison beendete sie auf dem 13. Platz im Distanzweltcup und auf dem 12. Platz im Gesamtweltcup. Bei der Tour de Ski 2008/09 belegte sie den 19. Platz. Im Februar 2009 kam sie bei den nordischen Skiweltmeisterschaften 2009 in Liberec auf den 27. Platz im Skiathlon und den 11. Rang über 10 km klassisch. Ebenfalls in der Saison siegte sie beim Demino Ski Marathon. Zu Beginn der Saison 2009/10 startete sie in Krasnogorsk erstmals im Eastern Europe Cup und belegte dabei den zweiten Platz über 10 km klassisch. Im Weltcupeinzel erreichte sie fünf Top-Zehn-Platzierungen und errang in Rybinsk den dritten Platz zusammen mit Irina Chasowa im Teamsprint. Bei den Olympischen Winterspielen 2010 in Vancouver belegte er den 40. Platz im Sprint, den 29. Rang im 30-km-Massenstartrennen und den 26. Platz im Skiathlon. Zum Saisonende kam sie beim Weltcupfinale in Falun und im Gesamtweltcup jeweils auf den 30. Platz. In der Saison 2011/12 erreichte sie im Eastern Europe Cup drei Podestplatzierungen, darunter zwei Siege und belegte zum Saison den zweiten Platz in der Gesamtwertung. Im Weltcup kam sie sieben Mal in die Punkteränge und errang damit den 52. Platz im Gesamtweltcup. In der folgenden Saison wurde sie im Eastern Europe Cup zweimal Dritte und einmal Zweite. In Werschina Tjoi holte sie über 10 km klassisch ihren dritten Sieg im Cup und beendete die Saison auf dem fünften Platz. In der Saison 2013/14 nahm sie an Wettbewerben des Worldloppet Cups teil. Dabei errang sie den dritten Platz beim Dolomitenlauf und den zweiten Platz beim Transjurassienne und wurde damit Fünfte in der Gesamtwertung. Im April 2014 gewann sie beim Avacha Ski Marathon über 60 km Freistil. Bei ihren beiden einzigen Saisonteilnahmen im Eastern Europe Cup in der Saison 2015/16 siegte sie in Syktywkar über 10 km Freistil und im Skiathlon. Im März 2016 wurde sie russische Meisterin über 10 km klassisch und gewann zum zweiten Mal beim Demino Ski Marathon. Im folgenden Monat belegte sie beim Ugra Ski Marathon den zweiten Platz. In der Saison 2016/17 gewann sie den Vasaloppet China und wie im Vorjahr den Demino Ski Marathon. Zudem holte sie über 15 km klassisch in Krasnogorsk ihren sechsten Sieg im Eastern Europe Cup.

## Erfolge

### Siege bei Continental-Cup-Rennen
| Nr. | Datum             | Ort            | Disziplin       | Serie              |
| --- | ----------------- | -------------- | --------------- | ------------------ |
| 1.  | 10. Dezember 2000 | Campra TI      | 10 km Freistil  | Continental-Cup    |
| 2.  | 20. November 2011 | Werschina Tjoi | 5 km klassisch  | Eastern Europe Cup |
| 3.  | 27. Dezember 2011 | Krasnogorsk    | 10 km klassisch | Eastern Europe Cup |
| 4.  | 24. November 2012 | Werschina Tjoi | 10 km klassisch | Eastern Europe Cup |
| 5.  | 25. Februar 2016  | Syktywkar      | 10 km Freistil  | Eastern Europe Cup |
| 6.  | 29. Februar 2016  | Syktywkar      | 15 km Skiathlon | Eastern Europe Cup |
| 7.  | 28. Dezember 2016 | Krasnogorsk    | 15 km klassisch | Eastern Europe Cup |

### Siege bei Worldloppet-Cup-Rennen
| Nr. | Datum         | Ort             | Rennen            | Disziplin                  |
| --- | ------------- | --------------- | ----------------- | -------------------------- |
| 1.  | 8. April 2017 | Chanty-Mansijsk | Ugra Ski Marathon | 50 km Freistil Massenstart |

### Siege bei Ski-Classics-Rennen
| Nr. | Datum          | Ort       | Rennen           | Disziplin                   |
| --- | -------------- | --------- | ---------------- | --------------------------- |
| 1.  | 4. Januar 2017 | Changchun | Vasaloppet China | 50 km klassisch Massenstart |

### Sonstige Siege bei Skimarathon-Rennen
- 2009, 2016, 2017 Demino Ski Marathon, 50 km Freistil
- 2014 Avacha Ski Marathon, 60 km Freistil

## Weltcup-Gesamtplatzierungen
| Saison    | Gesamt | Gesamt | Distanz | Distanz | Sprint | Sprint |
| Saison    | Punkte | Platz  | Punkte  | Platz   | Punkte | Platz  |
| --------- | ------ | ------ | ------- | ------- | ------ | ------ |
| 1998/99   | 13     | 61.    | 2       | 61.     | 11     | 66.    |
| 1999/2000 | -      | -      | -       | -       | -      | -      |
| 2000/01   | 108    | 33.    | -       | -       | 26     | 44.    |
| 2001/02   | 34     | 63.    | -       | -       | 14     | 49.    |
| 2002/03   | 17     | 75.    | -       | -       | 10     | 60.    |
| 2003/04   | -      | -      | -       | -       | -      | -      |
| 2004/05   | 4      | 93.    | 4       | 62.     | -      | -      |
| 2005/06   | 307    | 19.    | 211     | 19.     | 96     | 21.    |
| 2006/07   | -      | -      | -       | -       | -      | -      |
| 2007/08   | 641    | 12.    | 334     | 13.     | 127    | 22.    |
| 2008/09   | 157    | 37.    | 86      | 34.     | 23     | 52.    |
| 2009/10   | 275    | 30.    | 152     | 23.     | 121    | 23.    |
| 2010/11   | -      | -      | -       | -       | -      | -      |
| 2011/12   | 102    | 52.    | 96      | 31.     | 6      | 66.    |
| 2012/13   | 36     | 75.    | 36      | 51.     | -      | -      |